# 南京电信iTV
南京电信iTV是中国电信江苏省分公司推出的IPTV服务，简称iTV。iTV平台已提供70多路标清直播频道、10路高清直播频道、37个聚场频道、3万小时点播内容、实现所有直播频道4小时时移和50余路频道7天回看，同时还提供多项数字家庭应用，包括天气预报、证券行情信息、电视游戏、电视银行与电视支付等丰富多彩的便民服务。 南京电信iTV于2006年开始试点，由中国电信公司负责经营。截至2011年4月，南京地区用户达到37万户。